# Nalibozkaja Puschtscha
Die Nalibozkaja Puschtscha (belarussisch Налібоцкая пушча, Nalibockaja pušča; Puschtscha: „Urwald, Heide“) ist eine ausgedehnte Waldlandschaft im Nordwesten von Belarus. Die Gesamtfläche umfasst nach älteren Darstellungen 1400 km², nach neueren 2400 km². Von diesen sind 854 km² als Naturschutzgebiet ausgewiesen.

## Geographische Lage
Politisch liegt die Nalibozkaja Puschtscha in den nordwestbelarussischen Verwaltungsbezirken Hrodna und Minsk, 60 km westlich der belarussischen Hauptstadt Minsk. Geologisch liegt sie im Einzugsgebiet der Westlichen Bjaresina und der Usa, rechter Nebenflüsse des Njoman (Memel). Diese wiederum sind Teil der Oberen Njoman-Ebene (belarussisch Верхнянёманская нізіна) sowie des Belarussischen Höhenrückens. Der Name der Puschtscha leitet sich ab von Nalibaki, einem im südöstlichen Teil der Puschtscha gelegenen Dorf.

## Geschichte
Trotz ihrer Nähe zu dichtbesiedelten Gebieten ist die Nalibozkaja Puschtscha das größte Waldgebiet Belarus’ und in einem weitgehend ursprünglichen Zustand erhalten. Die Ursache dafür ist ihr sehr magerer, unfruchtbarer Boden. Dieser führte dazu, dass Versuche der Urbarmachung, anders als in den Gegenden südlich des Njoman, im Sande verliefen. Stattdessen wurde die Puschtscha seit dem 15. Jahrhundert, damals zu Polen-Litauen gehörig, zunehmend forstwirtschaftlich genutzt und entwickelt sich zu einem Zentrum der Gewinnung und Verarbeitung von Erzen und Mineralien wie Raseneisenerz, Ton, Quarzsand usw.

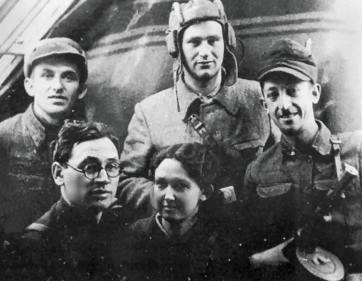
Jüdische belarussische Partisanengruppe

Im Zweiten Weltkrieg war die Puschtscha Rückzugsgebiet und Versteck für Verfolgte und Widerstandskämpfer. Bis zu 20.000 Juden, Mitglieder der Armia Krajowa, Sowjetische Partisanen und andere sollen in dieser Zeit Zuflucht im Wald gefunden haben. Berühmt geworden sind insbesondere die Bielski-Partisanen, eine jüdische Widerstandsgruppe unter Führung der Bielski-Brüder Tuvia, Zusja, Asael und Aron, deren Geschichte 2008 unter dem Titel Defiance verfilmt worden ist.

### Naturschutzgebiet
Erste Pläne für die Einrichtung eines Naturschutzgebietes in der Nalibotskaja Puschtscha gab es schon vor dem Ersten Weltkrieg, als die Gegend zu Russland gehörte. Friedrich von Falz-Fein, ein deutsch-russischer Großgrundbesitzer, der ein Gut bei Nalibaki besaß, wollte ein Schutzgebiet für Biber einrichten. Der Weltkrieg verhinderte jedoch die Durchführung dieser Pläne.
1932, das Gebiet gehörte nun zur Belarussischen Sozialistischen Sowjetrepublik, wurde das Naturschutzgebiet Vjalaŭski (belarussisch Вялаўскі запаведнік) eingerichtet. Ziel war der Schutz und die Erforschung von Elch, Rothirsch, Reh und Wildschwein sowie des Fischotters. Acht Damhirsche wurden aus Deutschland eingeführt, die sich in den folgenden Jahren vermehrten. Der Bestand wurde jedoch im Zweiten Weltkrieg vernichtet. 1951 wurde das Schutzgebiet aufgelöst.
1960 wurde das heute noch bestehende Naturschutzgebiet Nalibozki (belarussisch Налібоцкі заказнік) eingerichtet. Die Fläche des Gebietes scheint mehrmals erweitert worden zu sein. Ein Anfang 2008 veröffentlichter Bericht beziffert die Fläche mit 781,6 km², BirdLife International spricht in einem Einschätzungsbericht mit Karte (vermutlich 2009) von 822,7 km², der offizielle WDPA-Eintrag schließlich gibt 2016 die Fläche mit 854,0 km² an und die Grenzen auf der beigefügten Karte sind deutlich erweitert im Vergleich zu den Grenzen der BirdLife International-Karte.
2016 trat das Naturschutzgebiet dem European Rewilding Network bei.

## Landschaft
Die hügelige Landschaft der Nalibozkaja Puschtscha ist ein Mosaik aus trockenen, sandigen Moränengebieten und vernässten bis sumpfigen, von kleinen Flüssen durchzogenen Niederungen, die 39 % der Fläche einnehmen. Die geschützte Fläche ist zu 91,7 % von Nadelmischwald bedeckt, 5,8 % der Fläche ist Offenland und 2,1 % ist reiner Sumpf.

### Pflanzenwelt
Die Puschtscha ist Teil des Njoman-Florengebietes. Von den 955 Gefäßpflanzenarten, die in diesem Florengebiet wachsen, finden sich im geschützten Teil der Puschtscha 840 Arten, also 88 % des Gesamtbestandes.

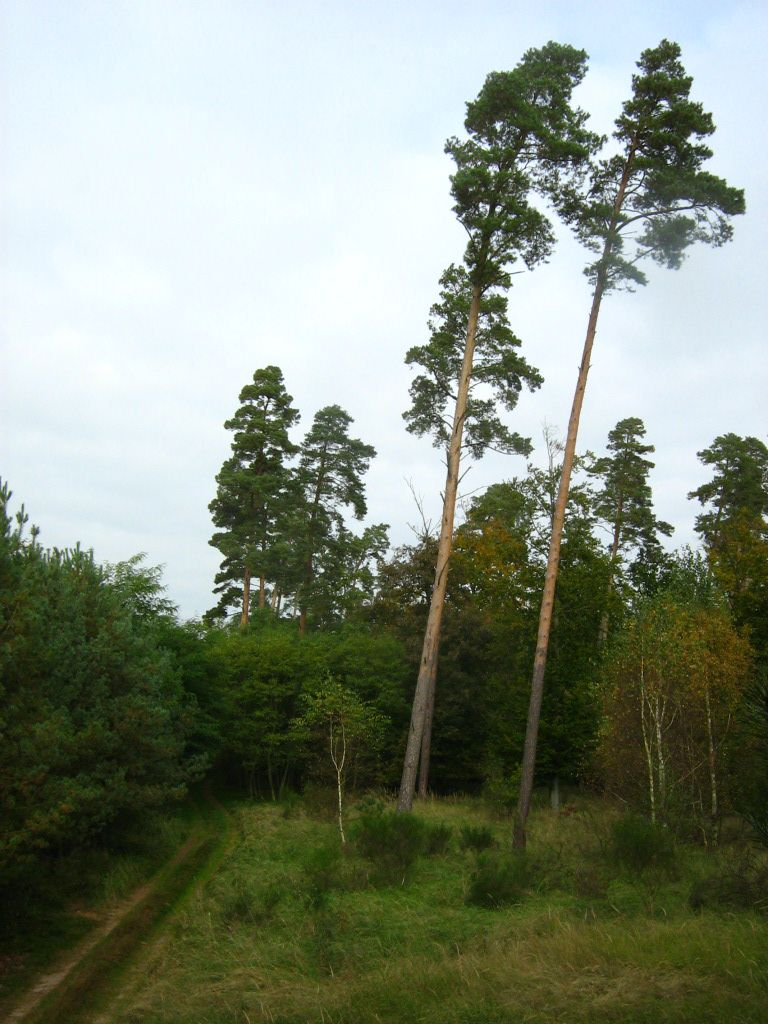
Waldkiefern (Pinus sylvestris)

Dominierende Baumart ist die Waldkiefer (Pinus sylvestris). Im geschützten Teil der Puschtscha bedeckt sie 52 % der Fläche, während die Gemeine Fichte (Picea abies) 9,9 % bedeckt. Verbreitetste Laubbaumart sind die Weißbirken, die 23,5 der Fläche bedecken (Moor-Birke (Betula pubescens) 16,6 %, Hänge-Birke (Betula pendula) 6,9 %). Danach folgen Schwarz-Erle (Alnus glutinosa, 12,8 %), Eschen (Fraxinus, 0,7 %), Espe (Populus tremula, 0,6 %), Eichen (Quercus, 0,4 %) und Linden (Tilia, 0,1 %). Auf der Gesamtfläche der Puschtscha ist der Anteil an Fichten (22 %) und damit an Nadelbäumen insgesamt (70 %) etwas höher als im geschützten Teil. Im südwestlichen Teil der Puschtscha wachsen auch kleinere Bestände der Hainbuche (Carpinus betulus), für die dies die nördliche Grenze ihres Verbreitungsgebietes darstellt.
22 der in der Puschtscha vorhandenen Pflanzenarten sind auf der belarussischen Roten Liste gefährdeter Arten oder auf internationalen Roten Listen zu finden. Dazu zählen unter anderem Pyramiden-Günsel (Ajuga pyramidalis), Echte Arnika (Arnica montana), Hühnerbiss (Cucubalus baccifer), Zwiebel-Zahnwurz (Dentaria bubifera), Braunrote Stendelwurz (Epipactis atrorubens), Tannenbärlapp (Huperzia selago), Gewöhnliche Pestwurz (Petasites hybridus) und Heidelbeer-Weide (Salix myrtilloides).
Weitere 23 Arten wie Schlangen-Knöterich (Bistorta major), Zerbrechlicher Blasenfarn (Cystopteris fragilis), Prachtnelke (Dianthus superbus), Sumpf-Stendelwurz (Epipactis palustris), Breitblättriges Laserkraut (Laserpitium latifolium), Finger-Kuhschelle (Pulsatilla patens), Wolliger Hahnenfuß (Ranunculus lanuginosus), Akeleiblättrige Wiesenraute (Thalictrum aquilegifolium) und andere werden in einer Untersuchung von 1983 wegen ihrer medizinischen, ornamentalen oder anderer Eigenschaften als wirtschaftlich wertvoll eingestuft.

### Tierwelt
Wie die Pflanzenwelt ist auch die Tierwelt äußerst artenreich. Auf der belarussischen Roten Liste gefährdeter Arten stehen von den im geschützten Teil der Puschtscha anzutreffenden Tierarten elf Schmetterlingsarten, zwei Fischarten, eine Amphibienart, zwei Reptilienarten, 29 Vogelarten und vier Säugetierarten. Einige von diesen bilden in diesem Gebiet stabile und vergleichsweise zahlenreiche Populationen. Dazu gehören

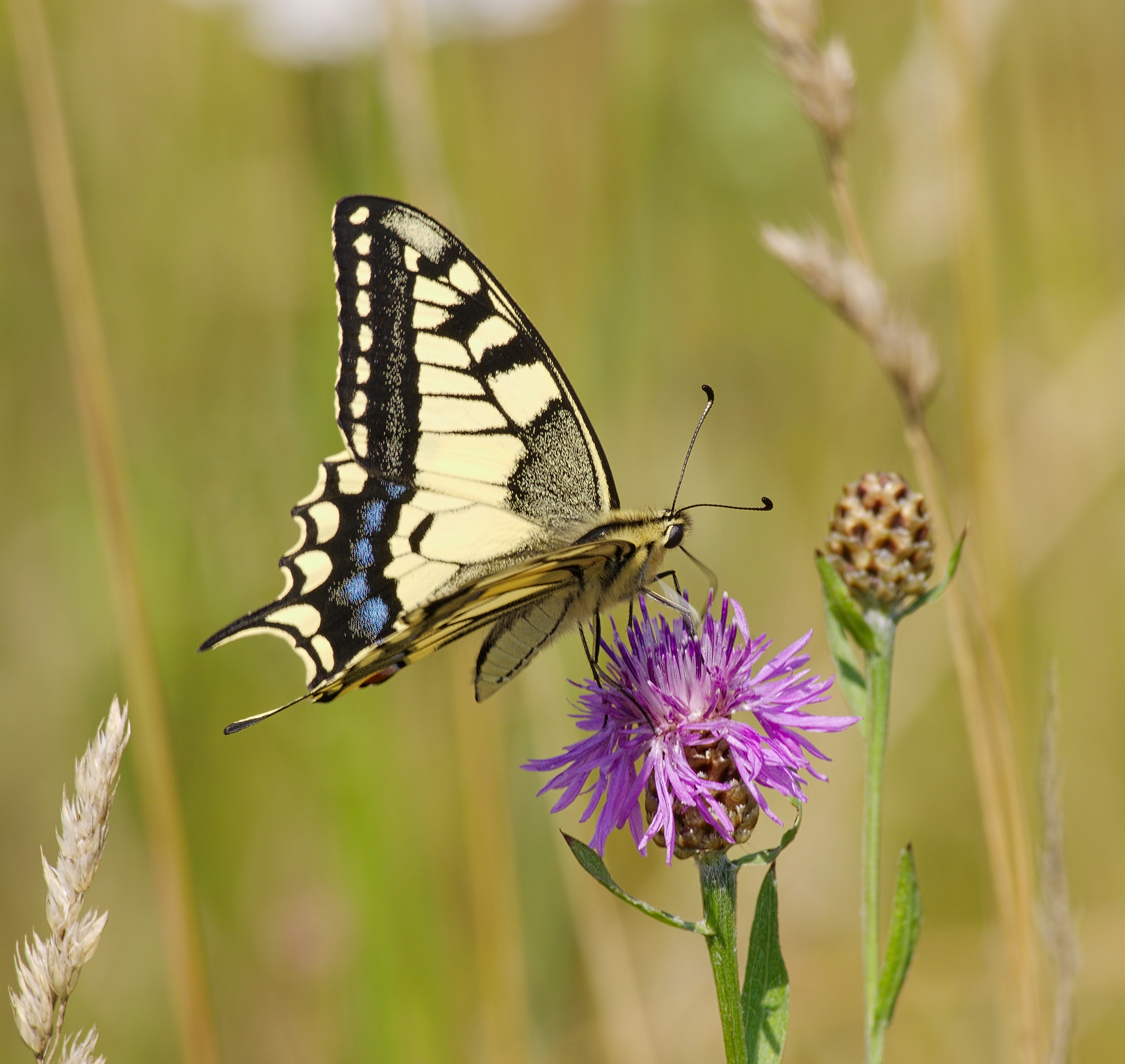
Schwalbenschwanz (Papilio machaon)

- zwei Schmetterlingsarten, der Schönbär (Callimorpha dominula) und der Schwalbenschwanz (Papilio machaon),
- eine Fischart, die Forelle (Salmo trutta),
- mehrere Vogelarten, der Kranich (Grus grus), der Schwarzstorch (Ciconia nigra), der Schreiadler (Aquila pomarina; 50 Brutpaare[8]), der Baumfalke (Falco subbuteo), der Turmfalke (Falco tinnunculus) und der Eisvogel (Alcedo atthis; 30 Brutpaare[8]),
- sowie eine Säugetierart, der Fischotter (Lutra lutra).[6]

Insgesamt (also einschließlich der nicht gefährdeten Arten) finden sich hier an landbewohnenden Wirbeltierarten elf Amphibienarten, sechs Reptilienarten, 163 Brutvogelarten und 46 Säugetierarten.

#### Amphibien
Die elf Amphibienarten sind im Wesentlichen in den feuchten Niederungen zu finden. Am zahlreichsten vertreten sind Teichmolch (Lissotriton vulgaris), Nördlicher Kammmolch (Triturus cristatus) und Rotbauchunke (Bombina bombina). Des Weiteren finden sich Wasserfrösche (Pelophylax), Erdkröte (Bufo bufo), Wechselkröte (Bufotes viridis), Knoblauchkröte (Pelobates fuscus) und andere.

#### Reptilien
Die sechs Reptilienarten bewohnen eher die trockenen, sandigen Höhen. Die am häufigsten vorkommenden Arten sind Waldeidechse (Zootoca vivipara) und Zauneidechse (Lacerta agilis). Weitere Arten sind Blindschleiche (Anguis fragilis), Ringelnatter (Natrix natrix), Schlingnatter (Coronella austriaca) und Kreuzotter (Vipera berus).

#### Vögel

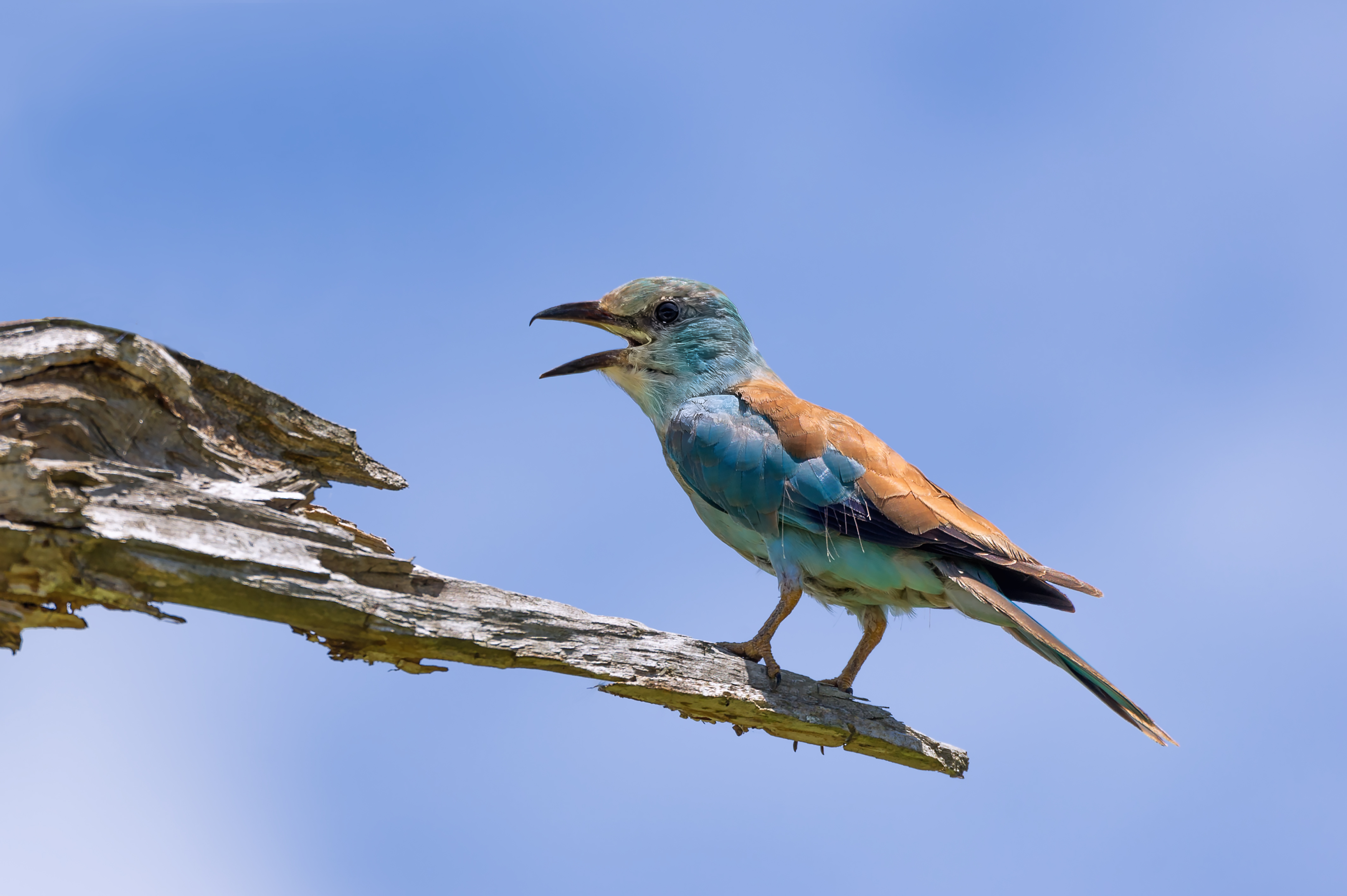
Blauracke (Coracias garrulus)

Knapp die Hälfte der 163 Brutvogelarten sind waldbewohnende Arten, darunter acht Spechtarten und acht Eulenarten (z. B. Uhu (Bubo bubo) und Bartkauz (Strix nebulosa)). Eine weitere große Gruppe sind die Wasservögel, die mit 49 Arten nicht ganz ein Drittel zur Gesamtzahl beitragen. 20 Arten ziehen halboffene Landschaften, Waldränder usw. als Lebensraum vor. Nur 14 Arten schließlich sind Vögel des Offenlandes.
45 der 163 Brutvogelarten sind in der Roten Liste Europas verzeichnet. Zwei davon gehören zur SPEC1-Kategorie (weltweit gefährdet): der Schelladler (Aquila clanga), der nur selten zu beobachten ist, und der Wachtelkönig (Crex crex), der in den Niederungswiesen der Puschtscha ein häufiger Brutvogel ist. Zehn Arten gehören zur SPEC2-Kategorie (in Europa gefährdet, mehr als die Hälfte des Weltbestandes lebt in Europa), darunter Doppelschnepfe (Gallinago media), Uferschnepfe (Limosa limosa), Grünspecht (Picus viridis), Ziegenmelker (Caprimulgus europaeus), Blauracke (Coracias garrulus), Heidelerche (Lullula arborea) und Gartenrotschwanz (Phoenicurus phoenicurus). 33 Arten gehören zur SPEC3-Kategorie (in Europa gefährdet, weniger als die Hälfte des Weltbestandes lebt in Europa), unter anderem Kornweihe (Circus cyaneus), Schwarzer Milan (Milvus migrans), Bruchwasserläufer (Tringa glareola), Trauerseeschwalbe (Chlidonias niger) und Grauspecht (Picus canus).
Aufgrund ihres Reichtums an Vogelarten und ihrer vergleichsweise ungefährdeten Natur wird die Puschtscha von BirdLife International als „Important Bird and Biodiversity Area (IBA)“ geführt, eine von 53 in Belarus.

#### Säugetiere

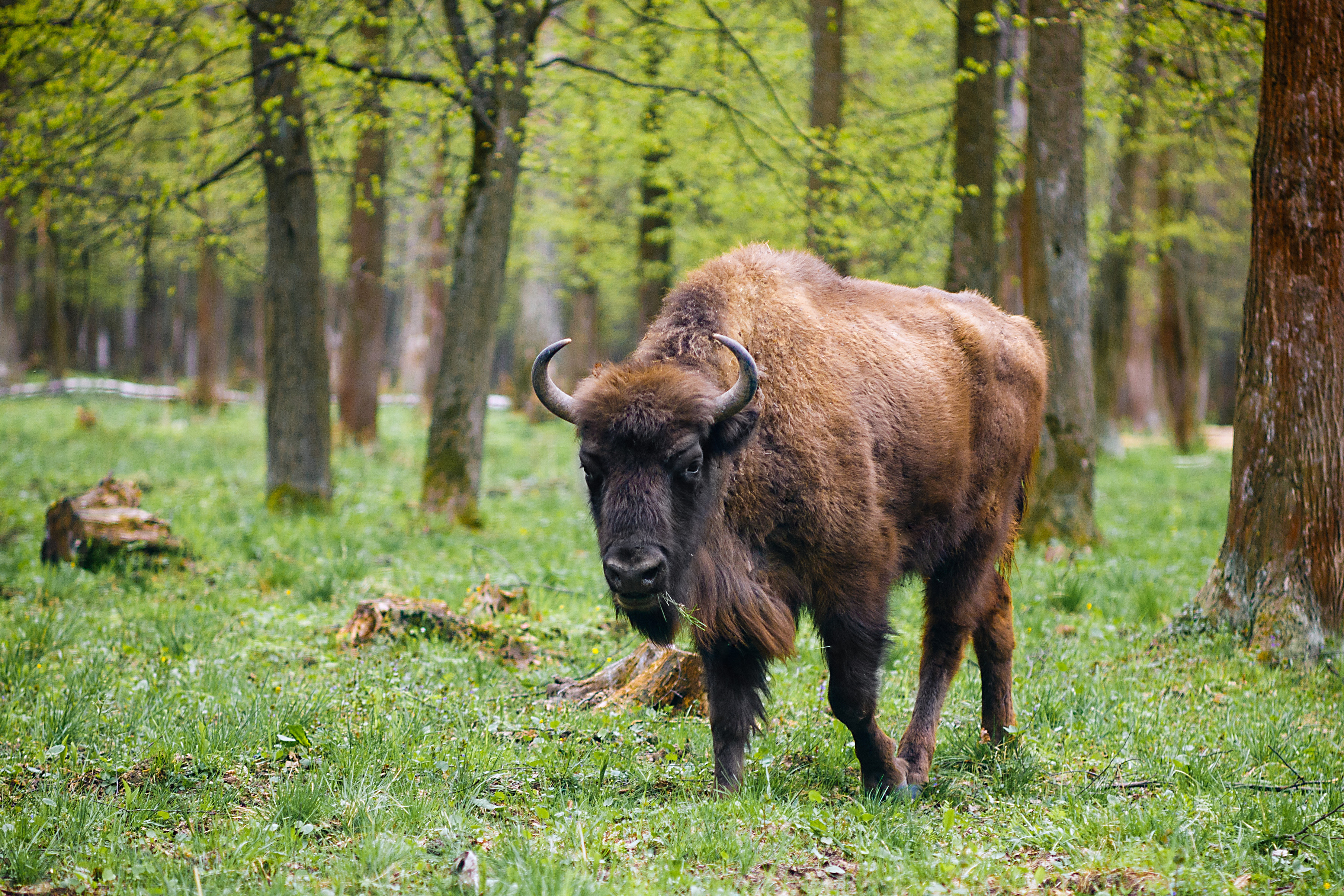
Wisent (Bison bonasus)

Zu den 46 Säugetierarten der Puschtscha zählen viele Kleinsäugerarten wie Schneehase (Lepus timidus), Südlicher Weißbrustigel (Erinaceus concolor), Eichhörnchen (Sciurus vulgaris), die alle häufig vorkommen, oder auch, seltener vorkommend, Baumschläfer (Dryomys nitedula) und Haselmaus (Muscardinus avellanarius). Artenreich und vergleichsweise zahlenreich vertreten sind jedoch auch Großsäugerarten. An Wiederkäuern finden sich hier um die 90 Wisente (Bison bonasus), 700 Elche (Alces alces), 700 Rothirsche (Cervus elaphus) und 300 Rehe (Capreolus capreolus), alle Zahlen Stand 2016. Weitere vorhandene Arten an großen Pflanzenfressern sind Wildschwein (Sus scrofa) und Biber (Castor fiber). An Beutegreifern vertreten sind (sehr selten) Braunbär (Ursus arctos) und Luchs (Lynx lynx) sowie (sehr häufig) die Caniden Wolf (Canis lupus), Rotfuchs (Vulpes vulpes) und Marderhund (Nyctereutes procyonoides), darüber hinaus etliche Musteliden wie Fischotter (Lutra lutra), Dachs (Meles meles), Baummarder (Martes martes) oder Mauswiesel (Mustela nivalis), die bis auf den Dachs alle häufig vorkommen. Vier der Säugetierarten – Wisent, Wolf, Luchs und Fischotter – stehen auf der Roten Liste Europas.
Zwischenzeitlich ausgerottet waren Rothirsch und Wisent. Der Rothirsch wurde 1975 wieder in der Puschtscha ausgewildert, der Wisent 1994. Eine Gefahr für die Bestände ist nach wie vor die Wilderei. So wurden von den 25 Verlusten an Wisenten zwischen 1994 und 2012 mindestens vier durch Wilderer verursacht.
Die Auswilderung von Taurosrindern (Bos primigenius) und Pferden (Equus ferus) ist für die kommenden Jahre geplant. Diese beiden Arten haben ein anderes Ernährungsverhalten als die schon vorhandenen großen Pflanzenfresser. Es wird erwartet, dass sie die durch Zurückdrängen von Allerweltsarten die Pflanzenwelt positiv beeinflussen und durch probiotische Wirkungen das Nahrungs- und Lebensraumangebot sowohl für die anderen Großsäuger wie auch für die Kleinsäuger und anderen kleinen Lebewesen der Puschtascha verbessern.

## Tourismus

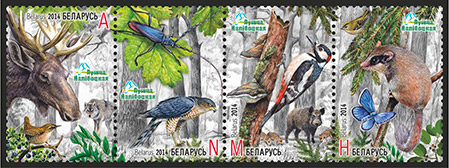
Belarussische Briefmarkenserie „Nalibozkaja Puschtscha“ von 2014

Ein sich entwickelnder Wirtschaftszweig in der Nalibozkaja Puschtscha ist der Naturtourismus; so bieten Unternehmen beispielsweise Tierbeobachtungen, Fotoreisen und ökotouristische Reisen an.
Die Fahrradfernroute EV2 Hauptstadt-Route des europäischen Radrouten-Netzes EuroVelo wird auf über 40 km Länge durch die Puschtscha führen. 2016 ist dieser Abschnitt der Route teils in Planung und teils schon im Bau.